# Marcellino Pipite
Marcellino Pipite ist ein Politiker aus Vanuatu, der zwischen 2004 und 2015 für die Vanuatu Republic Party (VRP) Mitglied im Parlament von Vanuatu war sowie zahlreiche Ministerämter bekleidete. 2015 wurde er wegen Korruption zu einer dreijährigen Freiheitsstrafe verurteilt. Zuvor hatte er sich und andere ebenfalls verurteilte Abgeordnete während eines Auslandsaufenthalts von Präsident Baldwin Lonsdale in seiner Funktion als Parlamentssprecher und kommissarischer Präsident selbst begnadigt. Präsident Lonsdale hob die Begnadigung auf, nachdem der Oberste Gerichtshof die Begnadigungen für verfassungswidrig erklärt hatte.

## Leben
Marcellino Pipite, der aus der Hauptinsel Espiritu Santo stammt, absolvierte eine Ausbildung zum Stenografen, die er mit einem Certificat d’aptitude professionnelle (CAP) und einem Brevet d’études professionnelles (BEP) abschloss. Nach dem Baccalauréat und dem Erwerb eins Certificat d’aptitude au Professorat de l’Enseignement technique er Professionel war er als Berufsschullehrer und später als Schulleiter tätig. Er erwarb zudem ein Diplôme d’études universitaires générales (DEUG) im Fach Rechtswissenschaften. Er war als Direktor der Behörder für Lehrausbildung, Jugend und Sport sowie alt Koordinator des Bevölkerungsfonds der Vereinten Nationen (UNFPA) in Vanuatu tätig.
Bei der Wahl am 6. Juli 2004 wurde er für die Vanuatu Republic Party (VRP) im Wahlkreis Santo Rural erstmals zum Mitglied im Parlament von Vanuatu gewählt und bei den darauf folgenden Wahlen am 2. September 2008 und am 30. Oktober 2012 jeweils wiedergewählt. Unmittelbar nach der Wahl wurde er in das dritte Kabinett von Premierminister Serge Vohor (29. Juli bis 11. Dezember 2004) berufen und war in diesem von Juli bis Dezember 2004 Minister für das umfassende Reformprogramm sowie zugleich zwischen November und Dezember 2004 als Nachfolger von Barak Sopé Außenminister und kommissarischer Minister für Handel und Gewerbe. Im darauf folgenden Kabinett von Ham Lini (11. Dezember 2004 bis 22. September 2008) war er 2006 Minister für Jugend und Sport sowie von Februar 2006 bis Juni 2007 Landwirtschaftsminister. Im ersten Kabinett von Premierminister Sato Kilman (2. Dezember 2010 bis 24. April 2011) war er wiederum Landwirtschaftsminister, während er in dessen zweitem Kabinett (13. Mai 2011 bis 16. Juni 2011) und dritten Kabinett (26. Juni 2011 bis 21. März 2013) Bildungsminister beziehungsweise von 2012 bis 2013 Wirtschaftsminister war. Im darauf folgenden Kabinett von Premierminister Moana Carcasses Kalosil (23. März 2013 bis 15. Mai 2014) bekleidete er das Amt als Minister für Tourismus und Gewerbe.
Am 16. Juni 2015 wurde er als Nachfolger von Philip Boedoro zum Sprecher des Parlaments gewählt. 2015 war er einer von 14 Regierungsabgeordneten, die wegen Korruption zu Gefängnisstrafen verurteilt wurden. Als Präsident Baldwin Lonsdale ins Ausland reiste, nutzte Sprecher Pipite seine Befugnisse als amtierender Präsident, um sich selbst und die anderen zu begnadigen. Bei seiner Rückkehr hob der Präsident die Begnadigungen auf, nachdem der Oberste Gerichtshof diese für verfassungswidrig erklärte. Aufgrund der Verurteilung zu einer dreijährigen Freiheitsstrafe schied er aus dem Parlament aus.